# Sokka
Sokka es un personaje ficticio de la serie de televisión animada de Avatar: la leyenda de Aang. Sokka es un astuto guerrero de la Tribu Agua del Sur. Tiene 15 años. Junto con su hermana menor Katara, descubren a Aang, el más reciente Avatar, y lo acompaña en su viaje para derrotar a la Nación del Fuego y traer paz a las cuatro naciones.
Sokka creció en su aldea aspirando ser un gran guerrero de la Tribu Agua del Sur. Obligado a madurar tras la muerte de su madre, quien fue asesinada en un ataque de la Nación del Fuego, entrenó para ser guerrero, mientras su hermana Katara hacía las tareas de la casa y practicaba Agua control. Cuando tenía 13 años, su padre y los otros hombres de la aldea se fueron para luchar junto al Reino Tierra en la guerra contra la Nación del Fuego, dejándolo a él y a su hermana al cuidado de la aldea junto con su abuela, quien aparentemente es la mujer más anciana de todo el Polo Sur. Cuando llega a los 15 años ha desarrollado cierto liderazgo (o al menos eso asume él).
Mientras que están en una expedición de pesca, Katara y Sokka encuentran a Aang en animación suspendida, en el interior de un iceberg. Cuando Katara lo libera, Sokka al comienzo cree que Aang puede ser un espía de la armada de la Nación del Fuego, y su rechazo crece hasta expulsar a Aang de la aldea. Cuando descubre que Aang es el Avatar, aquel que está destinado a controlar los cuatro elementos (Agua, Tierra, Fuego y Aire) y traer paz al mundo, Sokka cede, entendiendo que ambos tienen un enemigo común, la Nación del Fuego. Después junto con Katara y Aang inician el viaje para encontrar un Maestro Agua.
Para un habitante de un mundo místico, Sokka muestra una gran propensión hacia la ciencia. Es un experto natural en crear nuevas armas prácticamente a cualquier hora en cualquier lugar. Aprendió a construir bombas caseras de su padre, las cuales usa para simular fuego control. Otro ejemplo de su habilidad fue realizar una ilusión óptica que simulara que Katara estaba haciendo tierra control. Incluso ha trabajado con un tipo de tecnólogo, un mecánico, para crear un globo y para desarrollar un sistema que detecta fugas de gas natural (esta solución es análoga a la ocupada para detectar fugas de gas propano en nuestro mundo). Sokka también tiene una variedad de armas y es hábil en el uso de todas ellas.
Como el único no-maestro en el grupo de Aang, Sokka es eclipsado continuamente por las capacidades de control de los elementos de sus amigos. Sin embargo usualmente Sokka es quien crea las estrategias para la victoria. Sus habilidades como guerrero también son notables y mejoran conforme la serie avanza, Aunque usualmente su persistencia es una gran habilidad, que normalmente le da la oportunidad de derrotar a sus oponentes con mayores habilidades, como con el Príncipe Zuko en El Regreso del Avatar y contra Ty Lee, en La persecución. Emplea el elemento sorpresa venciendo a grandes enemigos en "La Biblioteca" cuando golpea a Wa Shi Tong atacándolo por la espalda. En un particular encuentro, su ingenio tiene éxito cuando los poderes de Aang y Katara fallan. También fue quien encontró la información del eclipse solar, el cual inhibe las capacidades de Fuego control y es quien tiene la idea de llevar la información al rey de Ba Sing Se.
Más que un simple guerrero es un prometedor creador y estratega (aparte de ser un maestro de doblar espaldas). Sokka efectivamente ha demostrado sus habilidades en el episodio "La Persecución" cuando él, Aang, Toph, y Katara son perseguidos por la Princesa Azula y sus amigas Mai y Ty Lee.
En la Tercera temporada Sokka se siente abrumado, debido al gran avance que ha tenido el resto del grupo en sus habilidades de maestro. Es convencido para entrenarse con un maestro espadachín en la nación del Fuego, el Maestro Pían Dao, miembro también de la orden secreta del Loto Blanco. Un maestro le forja una espada con un metal negro que viene de un meteorito que le entrega Sokka, haciendo una espada muy similar a la usada por Túrin Mano negra, personaje de los libros de J. R. R. Tolkien y desde ahí se demuestra que es un gran guerrero durante el resto de la serie, sobre todo durante la invasión del día del Sol Negro. Al Final del Capítulo El Maestro de Sokka, Pían Dao le envía por medio de su mayordomo una ficha de Pai Sho, la ficha del Loto Blanco; convirtiéndose así en un miembro.
Sokka, Toph y Suki (a quien había rescatado de la cárcel de la Roca Hirviente) tuvieron la misión de destruir los dirigibles de guerra de Ozai durante el final de la serie, y perdió en el proceso su espada de meteorito y su boomerang para salvar a Toph de un grupo de maestros-fuego.
Como todo amante de la lógica y la razón, la personalidad de Sokka suele ser bastante testaruda y escéptica (especialmente en cuestiones místicas y espirituales). Es el tipo que suele pensar que hay que ver para creer. Es constantemente el personaje gracioso del grupo, debido a que las circunstancias que lo rodean (muchas veces debido a su propia terquedad), hacen que termine siendo ridiculizado en varias ocasiones durante la aventura. 
En el capítulo El Taladro se nombra a Sokka como el encargado de dirigir el equipo y además el quejumbroso del mismo. También intentó en varias ocasiones ponerle un nombre a su grupo. En los capítulos finales de la serie se ve a Sokka como un buen estratega, primero entrenando al grupo para atacar el palacio del Señor del Fuego y luego destruyendo con ayuda de Suki y Toph la flota de dirigibles de la Nación del Fuego.
En Los Cuentos de Ba Sing Se, el nombre de Sokka es escrito como 索 卡 (Suǒ Kǎ) que significa "carta de pregunta". El segundo carácter, Kǎ, es el primero en el nombre de Katara. 
A través de la serie, es una broma recurrente en la que Sokka es cubierto con líquidos asquerosos, como los mocos de Appa, aguas residuales, y barro. 
- Es declarado en el "Avatar Nick Mag Presenta" que en la "Primera Edición" echa por los creadores, Sokka iba a ser mucho más débil, pero cuando Jack DeSena (el que interpreta la voz de Sokka en inglés) fue y llevó vida al personaje, ellos comenzaron a escribir más sobre esta fuerza.
  - Sokka se las ha ingeniado para crear falso Fuego Control y falso Tierra Control.
  - Aang, Iroh y Sokka, y otros personajes en "El mundo de los espíritus (Solsticio de Invierno Parte I)" son los únicos personajes que han entrado al mundo de los espíritus y han regresado.
  - Aparte de su habilidad en crear cosas, Sokka ha mostrado un gran talento con la poesía. En Los Cuentos de Ba Sing Se, él entra accidentalmente en una lectura de poesía y va palabra a palabra con el instructor. Recita uno propio improvisadamente, en un concurso de Haiku con facilidad y dominio. Sin embargo su emoción crece y accidentalmente agrega una sílaba extra al final del poema.
  - Cinco de cada siete bromas en cada episodio vinculan a Momo.
  - Junto con Aang, Katara, Toph y Zuko, Sokka atacó a Azula cuando ésta lanzó su ataque sorpresa a Iroh. Sokka arrojó su boomerang, el cual según algunos cuenta como un ataque elemental, "Metal".
  - Según el videojuego de Avatar: La leyenda de Aang, a Sokka no le agradan mucho los maestros.

## Voces de Sokka
- Inglés: Jack DeSena
- español: Sergio Aliaga
- Cataluña: Carles Lladó

- Datos: Q2060477